# József-hegyi 2–3. sz. barlang
A József-hegyi 2–3. sz. barlang a József-hegy oldalában, Budapest II. kerületében, a Duna–Ipoly Nemzeti Park területén található egyik lezárt és védett barlang. Ez az egyik legnagyobb magyarországi márgabarlang. Magyarország megkülönböztetetten védett barlangjai között volt.

## Leírás
A József-hegyi 2. sz. barlang és a József-hegyi 3. sz. barlang összekötésével jött létre. A szemlőhegyi Józsefhegyi utca 22–24. számú házzal szemben, közterületen, a józsef-hegyi kilátó alatt van kiépített és lezárt bejárata, amely a József-hegyi 2. sz. barlang bejárata. A József-hegyi 3. sz. barlang a József-hegyi 2. sz. barlangon keresztül érhető el. A József-hegyi-barlang közelében helyezkedik el a barlangrendszer.
Felső eocén–alsó oligocén bryozoás budai márgában alakult ki. A bejárat után 8 m mély akna található. Kb. 10 m hosszú, 3 m széles, nagyon lejtős az úttest alatt 9 m mélyen húzódó Péntek-terem, más néven Nagypéntek-terem. A barlangban sok gömbfülke és kalcitkiválás is megfigyelhető. A József-hegyi-barlang példája alapján valószínűleg 10–20 m-rel lejjebb a mészkőben nagyméretű járatok helyezkednek el, amelyekkel egy nagy járatrendszert alkot.
A József-hegyi 2. sz. barlang kb. 80 m hosszú és 39 m mély. A József-hegyi 3. sz. barlang 25 m hosszú és 15 m mély.
1998-ban volt először József-hegyi 2–3. sz. barlangnak nevezve a barlang az irodalmában. Előfordul a barlang az irodalmában József-hegyi 2-3. sz. barlang (Persányi 2006), József-hegyi/II.-barlang (Leél-Őssy 1995), József-hegyi/II-barlang (Leél-Őssy 1995), József-hegyi II. barlang (Leél-Őssy, Adamkó 1991), József-hegyi 2. számú barlang (Adamkó, Leél-Őssy 2005), József-hegyi 2. sz. barlang (Szablyár 1987), József-hegyi II.sz. barlang (Leél-Őssy, Adamkó 1991), József-hegyi 3. sz. barlang (Kraus 1991), József-hegyi-barlang/II. (Leél-Őssy 1995) és József-hegyi-barlang/III. (Leél-Őssy 1995) neveken is.

## Kutatástörténet
1986. március 17-én Budapest II. kerületében, a Józsefhegyi utca 20. számú ház előtt a járókelők hangos vízmorajlást és csobogást hallottak, amely az úttest és a járda alól hallatszott. A ház gondnoka a Vízműveket értesítette. A Vízművek hibaelhárító csoportja megállapította, hogy közvetlenül az aszfalt alatt keletkezett egy kb. 15–20 m³-es üreg. A nyomócsőtörés javítása után a gödör alján teljesen elszivárgott a kiömlött víz a repedésekben. A kormányőrség az ALBATECH GM barlangkutatóit kérte meg, hogy kutassák a feltárult üreget. A barlangkutatók úgy gondolták, hogy az üreg összefügg a József-hegyi-barlanggal.
1986. március 18-án kezdte el a feltételezett barlangrendszer feltárását az ALBATECH GM. 1986. március 28-án jutottak be egy kb. 150 m³-es barlangi terembe, a Péntek-terembe. Az 1987-es MKBT kutatótábor egyik tervezett kutatási helyszíne volt. Az 1987. évi Karszt és Barlangban megjelent beszámolóban van egy helyszínrajz, amelyen a központi tábor tervezett munkahelyeinek elhelyezkedése figyelhető meg. A helyszínrajzon jelölve van a József-hegyi 2. sz. barlang helye.
1990-ben a Rózsadombi Kinizsi Barlangkutató és Hegymászó Sportegyesület 46 m mélyre jutott a József-hegyi 2. sz. barlangban. Ebben az évben egy csőtörés a több éves munkával kiásott alsó kutatóaknát összedöntötte. 1991 nyarán lett összekötve a József-hegyi 2. sz. barlang és a József-hegyi 3. sz. barlang a József-hegyi 3. sz. barlangból kiindulva. Az 1995. évi Földtani Közlönyben napvilágot látott tanulmányban az olvasható, hogy a Rózsadombon lévő kicsi József-hegyi/II.-barlang teljesen budai márgában alakult ki. Leél-Őssy Szabolcs és Adamkó Péter terepbejárással és értesítések alapján figyeltek fel az elmúlt másfél évtizedben kb. két tucat, korábban ismeretlen helyszínre, pl. a József-hegyi 2. sz. barlangra és a József-hegyi 3. sz. barlangra. Ezek közül 9 esetben barlangot is sikerült találniuk, pl. a József-hegyi 2. sz. barlangot.
A feláramló melegvíz útját gömbfülkék zárják le a repedések tetején. Sok esetben található ilyen, általában 0,5–3 m átmérőjű gömbfülke barlangi folyosók mennyezetén, pl. a József-hegyi/II-barlangban lévő Nagypéntek-teremben. A gömbfülkék gyakran valóságos füzért képeznek, pl. a József-hegyi/II-barlangban lévő Nagypéntek-teremben. 1990-ben kísértetiesen megismétlődött a József-hegyi 2. sz. barlang négy évvel korábbi története, csak 20 m-rel távolabb, az úttest alatt.
10 m-rel a felszín alatt a kutatás új, budai márgában képződött járat, a József-hegyi-barlang/III. felfedezéséhez vezetett, amely később össze lett kötve a József-hegyi 2. sz. barlanggal. A József-hegyi 2. sz. barlangról szóló részben az van írva, hogy 1986 márciusában Leél-Őssy Szabolcsék figyelmét a környéken lakók hívták fel a vízcsobogásra. Az úttestet megbontva néhány m³-es üreg került elő, amelyet a csőtörés vize mosott ki.

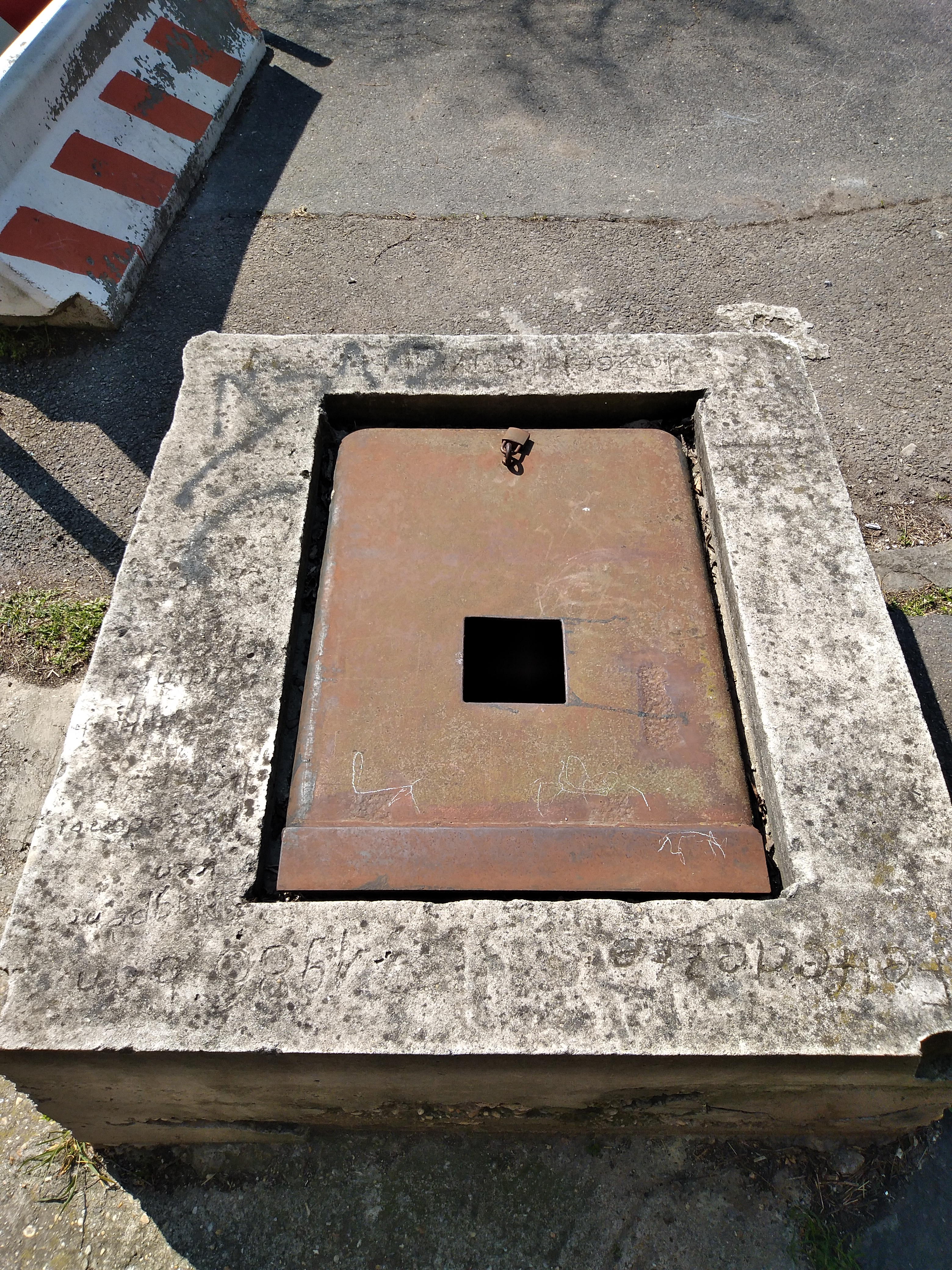
A barlang bejárata

Az üreg erre alkalmas és ígéretes oldalánál elindulva sikerült felfedezni a barlangot egy hét után. A 10 m-es Nagypéntek-terem az úttest alatt 9 m-rel mélyebben fekszik. A teremben kalcitkiválások és gömbfülkék figyelhetők meg. Ezekhez nagyon hasonlók a Gellért-hegyi-aragonitbarlangban vannak. A teljes egészében budai márgában lévő barlang az egyik legnagyobb méretű és belső légterű magyarországi márgabarlang. 1990-ben sajnos egy új csőtörés összedöntötte a több éves munkával kiásott alsó kutatóaknát. Természetesen a teljes József-hegyi-barlang/II. felszínközeli része egy nagy járatrendszernek. Valószínűleg 10–20 m-rel mélyebben, a mészkőben nagyméretű járatok helyezkednek el a közeli József-hegyi-barlang analógiája alapján. A József-hegyi 2. sz. barlang 46 m mély és több mint 100 m hosszú.
A József-hegyi-barlang/II.-ben és a József-hegyi-barlang/III.-ban a csőtörések miatti kimosás és rombolás a természeti-antropogén folyamatok figyelmeztető példája. A tanulmányhoz mellékelve lett a Rózsadomb és környéke barlangjainak helyszínrajza, amelyen jelölve van a két barlang helye. 1998. május 14-től a környezetvédelmi és területfejlesztési miniszter 13/1998. (V. 6.) KTM rendelete szerint a Duna–Ipoly Nemzeti Park Igazgatóság illetékességi területén, a Budai-hegységben található József-hegyi 2–3. sz. barlang az igazgatóság engedélyével látogatható.
2004-ben a József-hegyi 2. sz. barlang bejárati, úgynevezett óvóhely ajtaját ismeretlen személy feltörte és elvitte. Ezért a barlang életveszélyessé vált, mert bárki beleeshetett. 2005. szeptember 1-től a környezetvédelmi és vízügyi miniszter 22/2005. (VIII. 31.) KvVM rendelete szerint a Duna–Ipoly Nemzeti Park Igazgatóság működési területén, a Budai-hegységben található József-hegyi 2–3. sz. barlang a felügyelőség engedélyével látogatható. A Duna–Ipoly Nemzeti Park Igazgatóság működési területén, a Budai-hegységben elhelyezkedő, 4762/68 kataszteri számú József-hegyi 2-3. sz. barlang, 2006. február 28-tól, a környezetvédelmi és vízügyi miniszter 8/2006. KvVM utasítása szerint, megkülönböztetett védelmet igénylő barlang. 2007. március 8-tól a környezetvédelmi és vízügyi miniszter 3/2007. (I. 22.) KvVM rendelete szerint a Duna–Ipoly Nemzeti Park Igazgatóság működési területén lévő Budai-hegységben elhelyezkedő József-hegyi 2–3. sz. barlang az igazgatóság engedélyével tekinthető meg.
Groma Klára 2011. évi kézirata szerint a Budapest II. kerületében lévő 15153 helyrajzi számú területen elhelyezkedő és 4762/68 kataszteri számú József-hegyi 2-3. sz. barlang 80 m hosszú, 40 m mély, 0 m magas és 40 m függőleges kiterjedésű. A megkülönböztetetten védett barlang a Duna–Ipoly Nemzeti Park Igazgatóság engedélyével látogatható. 2013. július 19-től a vidékfejlesztési miniszter 58/2013. (VII. 11.) VM rendelete szerint a József-hegyi 2–3. sz. barlang (Budai-hegység, Duna–Ipoly Nemzeti Park Igazgatóság működési területe) az igazgatóság hozzájárulásával látogatható. 2021. május 10-től az agrárminiszter 17/2021. (IV. 9.) AM rendelete szerint a József-hegyi 2–3. sz. barlang (Budai-hegység, Duna–Ipoly Nemzeti Park Igazgatóság működési területe) az igazgatóság engedélyével látogatható. A 13/1998. (V. 6.) KTM rendelet egyidejűleg hatályát veszti.